# العصر الفرعوني المتأخر
يشير العصر المتأخر من مصر القديمة إلى الفترة الأخيرة من حكم وازدهار الحكام المصريين الأصليين بعد الفترة الانتقالية الثالثة من الأسرة السادسة والعشرون إلى الغزو الفارسي ، وانتهى بغزو الإسكندر الأكبر لمصر. استمر من 664 قبل الميلاد حتى 332 قبل الميلاد. على الرغم من أن الأجانب حكموا البلاد في ذلك الوقت ، إلا أن الثقافة المصرية كانت أكثر انتشارًا من أي وقت مضى في تلك الفترة. ظهرت تغييرات ملحوظة في الفن المصري القديم في تلك الفترة. غالبًا ما يُنظر إلى الفترة المتأخرة على أنها اللحظات الأخيرة لثقافة عظيمة ذات يوم ، حيث تضاءلت قوة مصر بشكل مطرد.
كما يتميز الفن والدين بقوة بالتأثير المزدوج من الخارج والميل إلى العتيقة. هكذا نرى مظاهر جديدة تظهر في الزخارف بالإضافة إلى الآلهة المختلطة: باستيت كطائر برأس قطة ، الإله توتو. إن تبجيل الأزمنة المجيدة والبعيدة يثير تأليه العديد من الشخصيات العظيمة في التاريخ المصري مثل إمحوتب ، أمنحتب بن حابو ، أو حتى حورمحب. على الجانب الديني ، تكتسب عبادة الحيوانات ، مثل الثور أبيس ، شعبية: السرابيوم ، ممفيس تتضخم بحيث مخلص. أصبحت سقارة مركزًا دينيًا مهمًا ، بما في ذلك مقابر للحيوانات. تتطور عبادة أوزوريس وإيزيس بشكل كبير.

## الأسرة المصرية السادسة والعشرون
عجزت آشور عن الحفاظ على قوة كبيرة في مصر ، ودعمت العديد من أمراء الدلتا التابعين ، بما في ذلك بسماتيك الأول لكن الآشوريين واجهوا مشاكل خطيرة بالقرب في بلادهم ، وكان بسماتيك (664 ق.م - 610 ق.م) قادرًا على تأكيد استقلاله وبسط سلطته كملك على كل مصر دون استخدام واسع للسلاح ، وأسس الأسرة السادسة والعشرون. في 656 ق.م أجبر بسماتيك طيبة على الخضوع له. سمح لأقوى رجل فيها ، وهو مونتيمات ، رئيس البلدية ورابع نبي آمون ، بالاحتفاظ بمنصبه ، ومن أجل استيعاب المشاعر المؤيدة لكوشي ، سمح لزوجة الله لآمون و ناخبة آمون ( شقيقة وابنة الملك الراحل طهارقا) بالبقاء. تم تبني نيتوكريس الأولي ابنة بسامتيك الأول من قبل نائبة آمون وبالتالي أصبحت وريثة لمنصب زوجة آمون. كان الجيش المتفوق للأسرة ضروريًا لتسوية النزاعات الداخلية ، ويتألف من جنود ليبيين ، أطلق عليهم اليونانيون اسم ماتشيموي («المحاربون») ، والمرتزقة اليونانيون والكاريان ، الذين شكلوا جزءًا من الهجرة الكبرى من بحر إيجة في القرنين السابع والرابعين. القرن السادس قبل الميلاد. قام بسامتيك الأول بإغارة القراصنة اليونانيين على ساحل دلتا النيل للخدمة في جيشه وتم توطينهم مثل ماشيموي في مستعمرات على الحدود الشمالية الشرقية المهمة استراتيجيًا للدلتا. تطورت التجارة بين مصر واليونان ، واستقر المزيد من اليونانيين في مصر.
اتبعت الأسرة السادسة والعشرون بشكل عام سياسة خارجية تجنبت التوسع الإقليمي وحاولت الحفاظ على الوضع الراهن. كانت قوة آشور تتضاءل. في عام 655 قبل الميلاد ، سار بسماتيك الأول إلى فلسطين مطاردًا للآشوريين ، وفي عام 620 قبل الميلاد ، على ما يبدو ، طرد السكوثيون من الحدود المصرية. في عهد ابنه نخاو الثاني (610 ق.م - 595 ق.م) ، دعمت مصر آشور كحاجز ضد التهديد المحتمل من الميديين والبابليين. نجح نخاو في فلسطين وسوريا حتى 605 قبل الميلاد ، عندما ألحق البابلي نبوخذ نصر الثاني هزيمة بالقوات المصرية في معركة كركميش بعد انسحاب قواته من آسيا ، ركز نخاو على تطوير التجارة المصرية. تم دفع ثمن القمح الذي تم تسليمه إلى اليونان بالفضة. كما قام ببناء الأسطول وإنشاء قناة تربط النيل بالبحر الأحمر. تحت حكم بسماتيك الثاني (595 ق.م - 589 ق.م) كانت هناك حملة عبر مملكة نبتة تضمنت استخدام مرتزقة يونانيين وكاريان تركوا نقوشهم في أبو سمبل. في الوقت نفسه ، تم مسح أسماء حكام كوش الذين ماتوا منذ زمن طويل من آثارهم في مصر. كما قام بسمتيك الثاني برحلة استكشافية إلى فينيقيا برفقة كهنة ؛ سواء كانت مهمة عسكرية أو مهمة حسن النية غير معروف.
حاول الملك التالي ، أبريس (589 ق.م - 570 ق.م) ، دون جدوى ، إنهاء الهيمنة البابلية على فلسطين وسوريا. مع انسحاب القوات المصرية ، دمر نبوخذ نصر الهيكل في القدس عام 586 قبل الميلاد. في أعقاب غزوه ، هرب العديد من اليهود إلى مصر ، حيث تم تجنيد بعضهم كجنود في جيش الاحتلال الفارسي. ثم هُزم جيش أبريس في ليبيا عندما هاجم المستعمرة اليونانية في قورينا ، على بعد حوالي 620 ميلاً (1000 كم) غرب دلتا النيل ؛ أدى هذا إلى تمرد الجيش والحرب الأهلية في الدلتا. ملك الأسرة السادسة والعشرون الجديد ، أحمس الثاني (570 ق.م - 526 ق.م) ، اغتصب العرش ودفع أبريس إلى المنفى. بعد ذلك بعامين ، هاجم أبريس مصر بدعم من البابليين ، لكنه هُزم وقتل على يد أحمس ، الذي دفنه مع ذلك بشرف كامل. عاد أحمس إلى سياسة خارجية أكثر تحفظًا في عهد طويل ومزدهر. لتقليل الاحتكاك بين اليونانيين والمصريين ، وخاصة في الجيش ، سحب أحمس اليونانيين من المستعمرات العسكرية ونقلهم إلى ممفيس ، حيث شكلوا نوعًا من الحراس الشخصيين الملكيين. اقتصر التجارة اليونانية في مصر على سايس وممفيس ونوكراتيس ، وأصبح هذا الأخير الميناء الوحيد الذي يمكن أن تؤخذ إليه البضائع اليونانية ، بحيث يمكن فرض الضرائب على الواردات وعلى الأعمال. ازدهر نوكراتيس ، وكان اليونانيون ينظرون إلى أحمس على أنه متبرع. في السياسة الخارجية ، أيد دولة بابل الآخذة في الانحسار ، مهددة الآن من قبل بلاد فارس. ولكن بعد ستة أشهر من وفاته عام 526 قبل الميلاد ، احتل الفارسي قمبيز الثاني (525 ق.م - 522 ق.م) مصر ، ووصل إلى النوبة عام 525 قبل الميلاد.
كما كان شائعًا في الشرق الأوسط في تلك الفترة ، استخدم ملوك الأسرة السادسة والعشرون الأجانب كمرتزقة لمنع الغزوات الأجنبية. ومع ذلك ، فقد قاوم عنصر في الثقافة المصرية أي تأثير للأجانب المقيمين وأدى إلى ظهور القومية التي وفرت الأمن النفسي في أوقات عدم اليقين السياسي. بدأ إحياء ثقافي في الأسرة الخامسة والعشرون واستمر طوال الأسرة السادسة والعشرون. كانت المعابد والكهنوت سائدين بشكل علني. عرضت النخبة في نقوشهم ألقابهم الكهنوتية لكنها لم تذكر الأدوار الإدارية التي ربما أدواها أيضًا. في جميع أنحاء البلاد ، خصص الأشخاص الماديون الأرض لأوقاف المعابد التي تكمل التبرعات الملكية. أصبح الإله ست، الذي كان عنصرًا مضادًا للشيخوخة في الديانة المصرية ، تدريجياً محظورًا باعتباره إله الأراضي الأجنبية.
كان إحياء هذه الفترة اقتصاديًا وثقافيًا على حد سواء ، ولكن هناك القليل من الأدلة الأثرية المحفوظة مقارنة بالأوقات السابقة لأن المركز الاقتصادي للبلاد كان الآن الدلتا ، حيث كانت ظروف الحفاظ على المواقع القديمة غير مواتية. ازداد الازدهار خلال الأسرة السادسة والعشرون ، ووصل إلى ذروة في عهد أحمس الثاني. تم تعزيز وتوسيع المعابد في جميع أنحاء الأرض ، في كثير من الأحيان في الحجارة الصلبة المنحوتة بمهارة كبيرة. غالبًا ما كانت النصب التذكارية الرئيسية للأفراد تماثيل معابد ، تم تكريس العديد من الأمثلة الرائعة ، مرة أخرى في الغالب في الحجارة الصلبة. في زخرفة المعابد والمقابر وفي التماثيل ، رفضت الفترة المتأخرة أسلافها المباشرين وتطلعت إلى فترات الماضي العظيمة بحثًا عن نماذج. ومع ذلك ، كان هناك أيضًا ابتكار كبير. في الكتابة ، تم إدخال الخط الديموطيقي ، الشكل الخطي الجديد ، من الشمال وانتشر تدريجياً في جميع أنحاء البلاد. تم استخدام الديموطيقية لكتابة شكل معاصر من اللغة ، واختفى المتأخر الإداري المصري. ومع ذلك ، تم الاحتفاظ بالهيراطيقية للنصوص الأدبية والدينية ، ومن بينها المواد القديمة جدًا ، مثل نصوص الأهرام ، التي تم إحياؤها ونقشها في المقابر والتوابيت والتوابيت.
كانت الفترة المتأخرة فترة التطور الأعظم لعبادة الحيوانات في مصر. كانت سمة الدين هذه ، التي كانت موضع اهتمام وازدراء كبير بين الكتاب الكلاسيكيين ، موجودة دائمًا ولكنها كانت ذات أهمية ثانوية. في الفترات المتأخرة والبطلمية ، أصبحت واحدة من الأشكال الرئيسية للدين الشعبي في مجتمع شديد التدين. تم تحنيط ودفن العديد من أنواع الحيوانات ، ونشأت المدن في المقابر لتلبية احتياجات الحيوانات النافقة وعبادها. في الحقارة ، دُفن ثور أبيس ، الذي كان يُعبد منذ الأسرة الأولى ، في تابوت ضخم من الجرانيت في احتفالات قد يشارك فيها الملوك. تم دفن ما لا يقل عن 10 أنواع - من طيور أبو منجل التي دفنها المليون إلى الكلاب - من قبل السكان غير المتجانسين لممفيس ، أكبر مدينة في مصر.

### السياسة الخارجية لمصر
امتدت القبضة المصرية في كل الاتجاهات. تم ضم الواحات المصرية والصحراء الليبية إلى الغرب ، بما في ذلك واحة سيوة الضرورية للسيطرة على التجارة البرية لمدينة قورينا و التي لم تحكمها مصر من قبل ؛ في الجنوب ، أطلق بسماتيك الثاني حملات عسكرية منتصرة في النوبة ، والتي لا تؤدي إلى احتلال ولكنها تزيل نهائيًا مخاطر إعادة احتلال مصر من قبل جارتها الجنوبية ؛ في الشرق ، أدى سقوط الإمبراطورية الآشورية الحديثة إلى تحريض نخاو الثاني على إطلاق حملة لإعادة احتلال الشام: هزم مملكة يهوذا في معركة مجدو (609 ق.م) ولكنه على حدود الفرات في معركة كركميش من قبل جيوش البابليين مما أدى إلى خسارة مستعمرات مصر الشرقية في بلاد الشام. في الشمال ، تمكن الملك أحمس الثاني من احتلال جزيرة قبرص في البحر الأبيض المتوسط. الحملات العسكرية في الشرق والشمال تظهر حدود القوة المصرية. لذلك تحول الأخير إلى الدبلوماسية ، طالبًا دعم المدن اليونانية وكاريا وهذا بشكل خاص ضد الإمبراطورية الأخمينية. ومع ذلك ، تمكنوا من غزو مصر في 525 قبل الميلاد بعد وفاته وتولي ابنه بسماتيك الثالث حكم مصر .

### السياسة الاقتصادية والتجارية
في هذا الوقت ، ركزت مصر استراتيجيتها على البحر بعدة طرق. وهكذا بنى الملك نخاو الثاني (أو أعاد بناء) قناة تربط النيل بالبحر الأحمر من أجل تسهيل التجارة مع شبه الجزيرة العربية ، و سحب الضرائب. كما بنى أسطولين عسكريين لحماية التدفقات البحرية ، أحدهما في البحر الأبيض المتوسط والآخر في البحر الأحمر ، وهو ما يمثل أولًا لدولة تعاني من مثل هذا نقص الخشب. وبفضل هذا الأسطول أيضًا ، أصبح غزو قبرص ممكنًا بعد عدة عقود. تسمح هذه المدارية المتوسطية لمصر بإقامة روابط وثيقة مع العالم اليوناني. كتب هيرودوت أيضًا أن نخاو الثاني قام برحلة استكشافية حول أفريقيا لأول مرة .
في نفس الوقت الذي تطور فيه القطاع البحري ، حسنت السلطة الملكية إدارتها من أجل زيادة دخلها دون الاضطرار إلى اللجوء إلى نهب البلاد المحتلة. ثم نشهد إنشاء هيئة من كبار الإداريين المتخصصين المسؤولين عن مراقبة العمليات المالية التي يقوم بها النساخ الملكيون في جميع أنحاء المملكة ، والإشراف على استخدام الأسطول المصري أو التحقق من أن أراضي المجال الملكي لا لم تحتكرها السلطات المحلية .

## الأسرة السابعة والعشرون
هزم قمبيز الثاني الملك بسماتيك الثالث في معركة الفرما واحتل مصر وأسس الأسرة السابعة والعشرون وبهذا أصبحت مصر مقاطعة أخمينية فارسية وبدأت الفترة الفارسية الأولى في مصر. وفقًا للمؤرخ اليوناني هيرودوت ، الذي زار مصر في حوالي 450 قبل الميلاد ، كان غزو قمبيز الثاني لمصر قاسياً ومدنساً. غير أن المصادر المصرية المعاصرة تعامله بطريقة أفضل. تولى اللقب الكامل لملك مصري وشرف على الإلهة نيث سايس. من المحتمل أن تكون سمعته غير المواتية ناتجة عن دعاية معاكسة من قبل الكهنة المصريين ، الذين استاءوا من انخفاض دخل المعبد. كان دارا الأول ، الذي خلف قمبيز عام 522 قبل الميلاد وحكم كملك حتى عام 486 قبل الميلاد ، يحظى بتقدير أكبر لأنه كان مهتمًا بتحسين المعابد واستعادة جزء من دخلها ، ولأنه قام بتدوين القوانين كما كانت في وقت أحمس. كانت هذه المواقف ، التي تهدف إلى كسب الكهنة والمصريين المتعلمين ، عناصر من استراتيجيته للاحتفاظ بمصر كجزء دائم من الإمبراطورية الأخمينية. شكلت مصر ، مع الواحات الليبية وبرقة ، سادس مرزبانية فارسية (مقاطعة) ، أقام المرزبان في ممفيس ، بينما شغل الحكام الفارسيون تحت قيادته مناصب في مدن في جميع أنحاء الأرض. في عهد دارا الأول ، كان العبء الضريبي على المصريين خفيفًا نسبيًا ، وساعد الفرس الاقتصاد المصري من خلال مشاريع الري وتحسين التجارة ، معززة بإكمال القناة إلى البحر الأحمر.
كان للهزيمة الفارسية على يد الأثينيين في معركة ماراثون عام 490 قبل الميلاد تداعيات كبيرة على مصر. عند وفاة دارا الأول عام 486 قبل الميلاد ، اندلعت ثورة في الدلتا ، ربما بتحريض من الليبيين في منطقتها الغربية. وكانت النتيجة أن الملك الفارسي خشايارشا الأول جعل مصر مقاطعة محتلة. أطلق عليه المصريون لقب «خشايارشا الأول المجرم». لم يزر مصر أبدًا ويبدو أنه لم يستخدم المصريين في المناصب العليا في الإدارة. كان مقتل خشايارشا الأول عام 465 قبل الميلاد بمثابة إشارة لثورة أخرى في غرب الدلتا. كان يقودها سلالة ، إيناروس ، الذي سيطر على الدلتا ودعمته القوات الأثينية ضد الفرس وطردهم حتى ممفيس ثم حاصرها لكن الحصار فشل بسبب مجيء الدعم من بلاد الشام إلى الفرس وهزم في النهاية وفرت القوات الإثينية. وصلب الفرس إيناروس عام 454 قبل الميلاد ، عندما استعادوا السيطرة على معظم الدلتا. في أواخر القرن الخامس قبل الميلاد ، في ظل حكم أردشير الأول (465 ق.م - 425 ق.م) و دارا الثاني (423 ق.م - 404 ق.م) ، كانت الظروف في مصر غير مستقرة للغاية ، ونادرًا ما تم تحديد أي آثار من تلك الفترة.

## الأسرة المصرية الثامنة والعشرون
دفعت وفاة دارا الثاني عام 404 قبل الميلاد إلى تمرد ناجح في دلتا النيل ، وشكل أميرتايوس الأمير المصري الأسرة المصرية الثامنة والعشرون ، التي كان ملكها الوحيد (404-399 قبل الميلاد). تم الاعتراف بحكمه في مصر العليا بحلول عام 401 قبل الميلاد ، في وقت أحبطت فيه مشاكل بلاد فارس في أماكن أخرى محاولتها لاعادة احتلال مصر.

## الأسرة المصرية التاسعة والعشرون
على الرغم من الازدهار المتزايد والنجاح في الاحتفاظ بالاستقلال ، اتسمت مصر في القرن الرابع قبل الميلاد بالصراع الداخلي المستمر على العرش. بعد فترة طويلة من القتال في الدلتا ، ظهرت الأسرة التاسعة والعشرون (399 ق.م - 380 ق.م) في مينديز. كان أخوريس (393 ق.م - 380 ق.م) ، حاكمه الثالث والأخير ، نشيطًا بشكل خاص ، وتدل على ازدهار عهده بالعديد من المعالم الأثرية في مصر العليا والسفلى. مرة أخرى ، نشطت مصر في السياسة الدولية ، وشكلت تحالفات مع خصوم بلاد فارس وبنت جيشها وقواتها البحرية. وضم الجيش المصري اليونانيين كمرتزقة وقادة. لم يكن المرتزقة مقيمين دائمين لمعسكرات الجيش في مصر ، لكنهم يونانيون أصليون يسعون للحصول على المال مقابل خدماتهم بالذهب. يتم الدفع عادةً بعملات معدنية غير مصرية ، لأنه لم يكن لمصر حتى الآن أي عملات معدنية متداولة بشكل عام ؛ قد تكون العملات الأجنبية قد تم الحصول عليها مقابل صادرات الحبوب والبردي والكتان. تم سك بعض العملات المعدنية المصرية في القرن الرابع ، لكن لا يبدو أنها حظيت بقبول واسع النطاق.

## الأسرة المصرية الثلاثون
بمساعدة القائد اليوناني خابرياس من أثينا وقوات النخبة ، منع أخوريس الغزو الفارسي ؛ ولكن بعد وفاة أخوريس في 380 قبل الميلاد ، استمر ابنه نفريتس الثاني لمدة أربعة أشهر فقط قبل أن يتولى الجنرال نختنبو الأول (380 ق.م - 362 ق.م) من سمنود ، العرش ، مؤسسًا الأسرة الثلاثون (380 ق.م - 343 ق.م). في عام 373 قبل الميلاد ، هاجم الفرس مصر ، وعلى الرغم من أن الخسائر المصرية كانت فادحة ، إلا أن الخلاف بين المرزبان الفارسي فارنابازوس وقائده اليوناني حول الإستراتيجية ، جنبًا إلى جنب مع غمر الدلتا في الوقت المناسب ، أنقذ الموقف لمصر. مع التفكك الكامن للإمبراطورية الأخمينية تحت حكم أرتحشستا الثاني الضعيف ، كانت مصر آمنة نسبيًا من المزيد من الغزو. ظلت مزدهرة طوال الأسرة.
كان لمصر سياسة خارجية أكثر عدوانية في عهد تيوس (362 ق.م - 360 ق.م). امتلك جيشًا قويًا وأسطولًا بحريًا مؤلفًا من ماشيموي المصري والمرتزقة اليونانيين وبدعم من تشابرياس والملك الإسبرطي أجسيلوس ، غزا تيوس فلسطين. لكن الاحتكاك بين تيوس و أجيسلوس وتكلفة تمويل المشروع أثبت أنه كان بمثابة التراجع عن تيوس. في محاولة لجمع الأموال بسرعة ، فرض الضرائب واستولى على ممتلكات المعبد. استاء المصريون ، وخاصة الكهنة ، من هذا العبء ودعموا ابن أخ تيوس نختنبو الثاني (360 ق.م - 343 ق.م) في اغتصابه للعرش. ثبت أن تكلفة الاحتفاظ بولاء المرتزقة باهظة للغاية بالنسبة للاقتصاد غير النقدي.
دعم أجيسلوس نختنبو في سياسته الخارجية الدفاعية ، ووافق الكهنة على أنشطة بناء الملك الجديد. في هذه الأثناء ، تمتعت بلاد فارس بعودة ظهورها في عهد أردشير الثالث ، ولكن تم صد هجوم فارسي على مصر في 350 قبل الميلاد. في عام 343 قبل الميلاد ، سار الفرس مرة أخرى ضد مصر. خاضت المعركة الأولى في الفرما وأثبتت تفوق إستراتيجية بلاد فارس. في النهاية سقطت الدلتا بأكملها ، ثم باقي مصر ، في يد أردشير الثالث ، وهرب نختنبو إلى النوبة.
كان القرن الرابع قبل الميلاد آخر فترة ازدهار لمصر المستقلة وكان وقتًا لإنجازات فنية وأدبية ملحوظة. تطور الإحياء الفني للأسرة السادسة والعشرون إلى أشكال أكثر تعقيدًا توجت لفترة وجيزة بانصهار الأسلوب اليوناني المصري ، كما رأينا في قبر بتوسيريس في طينة الجبل منذ مطلع القرن الثالث قبل الميلاد. استمر نقل الأعمال الأدبية ، وربما تأليفها ، في الهيراطيقية ، لكن هذا التقليد لم يتطور أكثر. بدأت الأعمال الأدبية الديموطيقية بالظهور ، بما في ذلك القصص التي تم وضعها في الماضي البعيد ، والحكايات الأسطورية ، والنص الأفقي يبدو أنه مصمم لتعليم ترتيب الأصوات في اللغة المصرية.
تعامل أردشير الثالث بقسوة مع مصر ، وهدم أسوار المدينة ، ونهب خزائن المعبد ، وإزالة الكتب المقدسة. اكتسبت بلاد فارس غنيمة غنية في تصميمها على منع مصر من مزيد من التمرد. بعد مقتل أردشير الثالث ، في عام 338 قبل الميلاد ، كانت هناك فترة قصيرة غامضة يبدو خلالها أن الأمير المصري خباباش ، قد سيطر على مصر ، لكن الهيمنة الفارسية أعيد تأسيسها في عام 335 قبل الميلاد تحت قيادة دارا الثالث. كان من المفترض أن تستمر ثلاث سنوات فقط.